# Bélgica en los Juegos Europeos de Bakú 2015
Bélgica participó en los Juegos Europeos de Bakú 2015 con una delegación de 117 deportistas. Responsable del equipo nacional fue el Comité Olímpico Interfederal Belga, así como las federaciones deportivas nacionales de cada deporte con participación.
El portador de la bandera en la ceremonia de apertura fue el tirador Lionel Cox.

## Medallistas
El equipo de Bélgica obtuvo las siguientes medallas:
| Nombre                                         | Deporte             | Competición                      |
| ---------------------------------------------- | ------------------- | -------------------------------- |
| Oro                                            |                     |                                  |
| Kaat Dumarey Julie Van Gelder Ineke Van Schoor | Gimnasia acrobática | Concurso completo por grupos F   |
| Kaat Dumarey Julie Van Gelder Ineke Van Schoor | Gimnasia acrobática | Grupo – Dinámico F               |
| Kaat Dumarey Julie Van Gelder Ineke Van Schoor | Gimnasia acrobática | Grupo – Balance F                |
| Charline Van Snick                             | Judo                | –48 kg F                         |
| Plata                                          |                     |                                  |
| Lianne Tan                                     | Bádminton           |                                  |
| Yana Vastavel Solano Cassamajor                | Gimnasia acrobática | Concurso completo – par mixto    |
| Yana Vastavel Solano Cassamajor                | Gimnasia acrobática | Par mixto – Dinámico             |
| Yana Vastavel Solano Cassamajor                | Gimnasia acrobática | Par mixto – Balance Individual F |
| Bronce                                         |                     |                                  |
| Dirk Van Tichelt                               | Judo                | –73 kg M                         |
| Toma Nikiforov                                 | Judo                | –100 kg M                        |
| Si Mohamed Ketbi                               | Taekwondo           | –58 kg M                         |